# Weltmeisterschaften im Modernen Fünfkampf 1979
1979 fanden die Weltmeisterschaften im Modernen Fünfkampf in Budapest, Ungarn, statt.

## Herren

### Einzel
| Platz | Land               | Sportler             |
| ----- | ------------------ | -------------------- |
| 1     | Vereinigte Staaten | Robert Nieman        |
| 2     | Polen              | Janusz Pyciak-Peciak |
| 3     | Italien            | Daniele Masala       |

### Mannschaft
| Platz | Land               | Sportler                                        |
| ----- | ------------------ | ----------------------------------------------- |
| 1     | Vereinigte Staaten | Robert Nieman Michael Burley John Fitzgerald    |
| 2     | Ungarn             | Tamás Kancsal Tibor Maracskó László Horváth     |
| 3     | Sowjetunion        | Oleg Bulgakow Anatoli Starostin Sergej Rjabikin |

## Medaillenspiegel
| Platz | Land               | Goldmedaille | Silbermedaille | Bronzemedaille |
| 1     | Vereinigte Staaten | 2            | –              | –              |
| 2     | Polen              | –            | 1              | –              |
| 2     | Ungarn             | –            | 1              | –              |
| 4     | Italien            | –            | –              | 1              |
| 4     | Sowjetunion        | –            | –              | 1              |